# Badminton bei den Canada Games 1999
Bei den Canada Games 1999 in Corner Brook wurden im Winter 1999 fünf Einzeldisziplinen und ein Teamwettbewerb im Badminton ausgetragen. Die Spiele fanden vom 20. Februar bis zum 6. März 1999 statt.

## Sieger und Platzierte
| Disziplin    | Gold                               | Silber                                | Bronze                                  |
| ------------ | ---------------------------------- | ------------------------------------- | --------------------------------------- |
| Herreneinzel | Andrew Dabeka                      | Marlon Samuel                         |                                         |
| Dameneinzel  | Anna Rice                          |                                       | Ann Miller                              |
| Herrendoppel | Victor Peng Brian Prevoe           | Jean-François Mercier Jonathan Bolduc | Marlon Samuel William Milroy            |
| Damendoppel  | Caroline Gibbings Valérie Loker    | Anna Rice Khan                        | Marie-Claude Lachance Nancy Desaulniers |
| Mixed        | Guillaume Proulx Nancy Desaulniers | William Milroy Lindsay van Riper      | Charles-Antoine Villeneuve Amélie Felx  |
| Mannschaft   | Ontario                            | Québec                                | British Columbia                        |